# Australonura
Genre
Australonura est un genre de collemboles de la famille des Neanuridae.

## Distribution
Les espèces de ce genre se rencontrent en Océanie et en Amérique.

## Liste des espèces
Selon Checklist of the Collembola of the World (version du 14 octobre 2019) :
- Australonura ahimsa Greenslade & Deharveng, 1990
- Australonura beata Greenslade & Deharveng, 1990
- Australonura cirrata (Schött, 1917)
- Australonura friasica (Cassagnau & Oliveira, 1990)
- Australonura gili Queiroz & Deharveng, 2014
- Australonura grandes Greenslade & Deharveng, 1990
- Australonura grossi (Yosii, 1966)
- Australonura lawrencei Deharveng & Greenslade, 1990
- Australonura limnophila (Cassagnau & Rapoport, 1962)
- Australonura meridionalis (Stach, 1951)
- Australonura neotropica Queiroz & Deharveng, 2014
- Australonura norfolkensis Greenslade & Deharveng, 1990
- Australonura novaecaledoniae (Yosii, 1960)
- Australonura paraguayensis Palacios-Vargas & Deharveng, 2014
- Australonura popamanasiu Deharveng & Greenslade, 1990
- Australonura quarta Greenslade & Deharveng, 1990
- Australonura redita Greenslade & Deharveng, 1990
- Australonura rennellensis Deharveng & Greenslade, 1990
- Australonura sanguisugarum Greenslade & Deharveng, 1990
- Australonura scoparia Greenslade & Deharveng, 1990
- Australonura wellingtonia (Womersley, 1936)

## Publication originale
- Cassagnau, 1980 : Nouveaux critères pour un redécoupage phylogénétique des Collemboles Neanurinae (s. Massoud, 1967). Proceedings of the first International Seminar on Apterygota, 1978. University of Siena, p. 115–132.